# Jacques Bonnay de Troisfontaines
Pour les articles homonymes, voir Bonnay et Troisfontaines (homonymie).
Jacques de Bonnay de Nonancourt de Troisfontaines, né le 21 août 1732 au Claon et mort le 10 mai 1814 à Vienne-le-Château (Marne), est un général français de la révolution et de l’Empire.

## Biographie
Il est le fils de Jacques de Bonnay, écuyer, seigneur de Nonancourt, gentilhomme verrier qui possède la verrerie du Claon, et de Jeanne-Marie de Bigault d'Avocourt. 
Le 1er août 1745, à peine âgé de treize ans, il s'engage dans l'artillerie comme surnuméraire. Son jeune âge ne l'empêche pas de suivre les troupes dans leurs expéditions, et en cette même année 1746, il prend part au siège de Charleroi, à celui de la forteresse et du château de Namur et à la bataille de Rocoux, sous les ordres du Maréchal de Saxe. Il est nommé officier pointeur le 19 janvier 1747. C'est avec ce grade qu'il participe à la bataille de Lawfeld, le 2 juillet 1747. 
Il est nommé le 30 décembre 1754 lieutenant, et le 8 décembre 1755, il est affecté au bataillon d'artillerie de Menonville. Ce bataillon étant désigné pour la campagne d'Allemagne de 1757 à 1762, il s'y rend et participe avec lui à la bataille de Hastenbeck, dans le Hanovre, en 1757, sous les ordres du maréchal d'Estrées, et à celle de Krefeld, en 1758, sous le duc de Clermont. Rentré en France, il prend part au bombardement du Havre en 1759. Il reçoit son brevet de capitaine le 13 décembre 1759, et il passe chef de brigade le 9 mai 1773. Il a été créé chevalier de l'ordre royal et militaire de Saint-Louis le 12 novembre 1770. 
Il devient ensuite lieutenant-colonel sous-directeur d'artillerie le 3 octobre 1784, employé dans ce grade à Port-Louis, puis à Saint-Omer. Le 1er avril 1791, il est nommé colonel et envoyé comme directeur de l'artillerie au dépôt de la Manche et du Calvados, à Cherbourg le 3 juillet 1791. 
Il est promu général de brigade, le 8 mars 1793, et il est désigné comme commandant en chef de l'artillerie de la presqu'île du Cotentin. Le 15 mai 1793, il est mis en congé de réforme, mais le 1er juin, il est réintégré dans ses fonctions à l'Armée des côtes de Cherbourg par les représentants du peuple, où il passe les années 1793, 1794 et 1795. Dans un rapport du 19 pluviôse an III (9 février 1795), le général Hoche écrit à son sujet : « Les connaissances et les services de cet officier me le font très considérer ». Cependant n'ayant pas été, à cause de son âge, compris dans la nouvelle organisation des états-majors, il est de nouveau remercié le 25 prairial an III (13 juin 1795) et autorisé à prendre sa retraite le 2 août 1795.
Rendant compte de ses états de service le 29 messidor an III (19 juillet), le général Aubert-Dubayet, général en chef de l'armée des Côtes de Cherbourg, disait de lui : « Général de brigade à l'armée des Côtes le 8 mars 1793, il a continué d'être employé jusqu'à ce jour pour le service de l'artillerie. La conduite constante et uniforme qu'il a tenue jusqu'à ce jour, n'ayant pas quitté son poste, ainsi que son fils actuellement capitaine commandant la troisième compagnie des mineurs devant Mayence, est une preuve morale, constante et politique de son patriotisme et de son parfait dévouement au service de sa patrie. Mais son âge, ses longs services et ses infirmités ne lui permettent plus de les continuer. Il ose espérer que l'on voudra bien lui accorder la retraite due à son grade. Il laisse à la justice du Comité de Salut public de la fixer comme il jugera à propos. Mais il observe qu'il est sans fortune et qu'il a une nombreuse famille à soutenir. »
«J'atteste que le général d'artillerie Bonnay est digne par ses talents, ses bons et longs services, ainsi que la pureté de ses sentiments de républicanisme, d'obtenir la retraite d'un soldat recommandable à tous les titres aux yeux des vrais amis de la République. »
« A Cherbourg ce 29 messidor, l'an III de la République une et indivisible. ».
Il se retire au hameau de La Harazée à Vienne-le-Château où il meurt le 10 mai 1814. 
Marié en 1761 à Anne de Brossard de Montigny, il est le beau-père de Jean-Louis de Bigault de Granrut, lieutenant-colonel de cavalerie à la garde du roi.

## Sources
- Georges Six, Dictionnaire biographique des généraux & amiraux français de la Révolution et de l'Empire (1792-1814)- page 125
- Revue d'Ardenne et d'Argonne de Jules Letellier et Paul Collinet éd. 1903 page 20
- http://www.napoleon-series.org/research/frenchgenerals/c_frenchgenerals6.html
- Société d'études ardennaises, Revue d'Ardenne & d'Argonne : scientifique, historique, littéraire et artistique, impr. Laroche, 1893-1923, 714 p. (lire en ligne), p. 88.